# 1886 en Colombie-Britannique
Chronologie de la Colombie-Britannique
- 1882
- 1883
- 1884
- 1885
- 1886
- 1887
- 1888
- 1889
- 1890

Cette page concerne des événements qui se sont produits durant l'année 1886 dans la province canadienne de Colombie-Britannique.

## Politique
- Premier ministre : William Smithe.
- Chef de l'Opposition :
- Lieutenant-gouverneur : Clement Francis Cornwall
- Législature :

## Événements
- 6 avril : incorporation de la ville de Vancouver.
- 14 décembre : création du Parc national Yoho en Colombie-britannique.